# Train Simulator (音楽館)
Train Simulator（トレインシミュレーター、略称：TS）は、音楽館が1995年から発売している鉄道運転シミュレーションゲームのシリーズである。

## 概要
制作元の音楽館は、それ以前からあったフュージョンバンド、カシオペアのキーボードプレーヤーである向谷実が代表取締役を務める音楽関連の会社である。鉄道ファンでもある向谷がカシオペアでの活動とは別に、多分な趣味的要素で個人的にプロジェクトを立ち上げた。自身が音楽活動を通じて積み上げたコンピューター技術を用いて、列車の乗務員室から業務用ビデオカメラで撮影した実写のノンストップ動画を処理して完成したのが本作である。
鉄道ファンが手がけた作品ということで、各所に多くのこだわりがあり、実際の映像ならではの省略のない沿線風景に加え、加速やブレーキの感覚も実車さながらに再現されている。具体的には次の点がこだわりとして挙げられており、制作には各鉄道会社の協力が欠かせないものとなっている。
- 保安装置や信号も実際に即して再現されている。シリーズのPlayStation 2への移行後はとりわけその発展が目覚ましく、実際に運転士の新人指導用にも使われている。東京急行電鉄および東横車輛電設向けに乗務員養成用のシミュレータも制作された。
- 「決められた停止位置に列車を停めた際に、対向列車が見えてはならない」というルールがある。理由は「駅での停車時に対向列車が駅でもないのに停まって見えるのは不自然だから」というものであるが、そのために鉄道会社の協力を得て撮影列車のダイヤを設定してもらう際には、撮影日の天候に加えて対向列車とのすれ違い地点がどこになるかが最も重要な項目となる。
- 音声・スピードとの調整から、撮影列車は基本的に一定の速度で走り抜けてもらう必要がある。
- ゲーム中の運転士・車掌の声は必ず実際に担当している乗務員の声を採用している。
- ゲーム画面中の運転台で描かれている計器類等の位置は実際の車両から採寸して作製し、計器類の針の動きも実際に即したものとなっている。

第1作（中央線）から第3作（東北本線）までは、一般の特急列車で撮影された他社撮影映像の提供を受けていたため、当該列車の停車駅ではなくかつ無停車距離が長い区間、すなわち始発駅ではない中途半端な区間（八王子駅の隣駅の豊田駅、大宮駅の隣駅の土呂駅など）を採用せざるを得なかった。第5作（相模鉄道本線）以降は専用列車から撮影された映像が使用されている。
2001年からはユーザーのPC環境に左右されず、1つのプラットフォームに投資を集中してクオリティの高い作品を提供することを目的に、コンシューマー層の厚い一般ゲーム機市場に進出し、DVDによる高精細映像を使用したPlayStation 2用『Train Simulator Real』シリーズ6作品をリリース。2005年からはPlayStation Portable用『Mobile Train Simulator』の2作品をリリースした。
その後、2006年にはブルーレイディスクによるハイビジョン映像を使用できるPlayStation 3に移行し、『Railfan』と改題してシリーズを展開。タイトル名は音楽館が運営する鉄道関連総合情報サイト「レールファン」に由来している。

### 影響
本シリーズの成功に刺激を受け、一時は鉄道シミュレーションゲームがブームとなった。PC用ゲームソフトとしては運転道楽（ジェイアール西日本コミュニケーションズ）、鉄道運転シミュレーションシリーズ（小学館プロダクション）、発車よし!（阪急電鉄創遊本部）等が、アーケードゲーム・コンシューマゲーム機用ソフトとしては『電車でGO!』（タイトー）等が発売された。
本シリーズは向谷の趣味の延長で始まったという経緯から、収録路線は社長である向谷が直々に決定している。向谷は世界各国の鉄道にも造詣が深く、日本国外の路線が収録されるのはこれによる所が大きい。
向谷は本シリーズの路線採用・発売による人脈がきっかけで、鉄道会社向けの音楽ビジネス・業務用シミュレータの開発にも参入している。京阪、阪神、九州新幹線では向谷作曲の発車メロディ、車内チャイムを納入したほか、京成AE形電車 (2代)のミュージックホーンも納入した。さらにTrain Simulatorシリーズで培った技術力を生かし、業務用シミュレータを東急電鉄教習所に納入したほか、鉄道博物館、電車とバスの博物館、東武博物館等の運転シミュレーターにも納入されている。

## Train Simulatorシリーズ

### Train Simulator
- Train Simulator 中央線 201系（中野駅 - 豊田駅）
  - 1995年8月19日（Mac） / 1996年5月17日（Windows）
    - 特急「あずさ」から撮影された他社撮影映像を流用。
- Train Simulator 東海道本線 211系（鴨宮駅 - 戸塚駅）
  - 1995年9月21日（Mac） / 1996年5月17日（Windows）
    - 特急「踊り子」から撮影された他社撮影映像を流用。
- Train Simulator 東北本線 211系（土呂駅 - 間々田駅）
  - 1995年9月21日（Mac） / 1996年5月17日（Windows）
    - 寝台特急「北斗星」から撮影された他社撮影映像を流用。
- Train Simulator 小田急電鉄小田原線 5000形（千歳船橋駅 - 相模大野駅）
  - 1996年7月19日（Mac） / 1996年9月20日（Windows）
    - 1980年代に撮影された小田急電鉄所蔵の映像の提供を受け制作。
- Train Simulator 相模鉄道本線 9000系（横浜駅 - 海老名駅）
  - 1996年11月21日（Mac） / 1996年12月4日（Windows）
    - これ以降の日本国内作品は、すべてノンストップの撮影専用列車で撮影されている。
- Train Simulator ドイツ鉄道ライン川左岸線（ビンゲン - コブレンツ）
  - 1997年3月21日
- Train Simulator 南部縦貫鉄道（七戸駅 → 野辺地駅）
  - 1997年5月16日
    - ビデオが付属した「愛蔵版〜最後の冬〜[注釈 1]」も発売。
- Train Simulator 京浜急行電鉄本線・久里浜線 600形（品川駅 - 三崎口駅）
  - 1997年6月18日
- Train Simulator JR四国①（高松駅 - 琴平駅、高松駅 - 児島駅）
  - 1997年9月19日[1]
- Train Simulator 西武鉄道新宿線 新2000系・10000系（西武新宿駅 - 本川越駅）
  - 1997年12月17日
- Train Simulator 名古屋鉄道①（金山駅 - 新鵜沼駅、犬山駅 - 新可児駅）
  - 1998年4月17日
- Train Simulator 阪神電気鉄道（梅田駅 - 高速神戸駅）
  - 1998年7月17日[2]
    - 発売前の1998年7月12日にハービスOSAKAで操作体験イベントが開催され、9000系を使用した貸切イベント列車「トレイン・シミュレーター号」が梅田駅 - 高速神戸駅間で運転された[3]。
- Train Simulator JR北海道①（余市駅 - 札幌駅）
  - 1998年9月17日
    - 731系電車とキハ201系気動車の協調運転を再現。
- Train Simulator JR東日本 山手線内回り（大崎駅 → 大崎駅）
  - 1998年12月18日
    - 高精細映像のDVD版も発売。
- Train Simulator 南フランス（カンヌ - ニース - モンテルロ - マントン）
  - 1999年7月7日
    - フランス特有の機関車推進運転、保安装置を再現。高精細映像のDVD版も発売。
- Train Simulator 近鉄南大阪線・吉野線（あべの橋駅 - 吉野駅）
  - 1999年9月17日
    - 実際の列車性能・走行抵抗に基づき再現。
- Train Simulator 京浜東北線（蒲田駅 - 大宮駅）
  - 2000年3月17日
    - Train Simulator最終作。PLUSシリーズ以降の発展に向け、疑似先行列車走行によるATCの信号変化、ATOSによる運転指示を初めて導入。

### Train Simulator PLUS
映像画面が大幅に拡大された一方、Macintoshへの対応は終了した。
- Train Simulator PLUS 京阪電気鉄道（淀屋橋駅 - 出町柳駅）
  - 2000年7月19日
- Train Simulator PLUS JR東日本中央線②（東京駅 - 大月駅）
  - 2000年10月18日
    - 第1作のリメイク版。使用車両は201系であるが、後に115系の運転台パッチも無料で提供された。
- Train Simulator PLUS 小田急電鉄小田原線②（新宿駅 - 小田原駅）
  - 2001年2月21日
    - 使用車両は1000形による急行と30000形EXE車による特急「サポート」のみであるが、後に複々線区間における各駅停車（新宿駅 - 向ヶ丘遊園駅）の運転映像も販売された。
- Train Simulator PLUS 京都市営地下鉄烏丸線・近鉄京都線（国際会館駅 - 近鉄奈良駅）
  - 2001年12月31日
    - シリーズ初の2社間直通運転。

### PlayStation 2
初期の2作品は「Train Simulator Real」シリーズとして展開。
- Train Simulator Real THE 山手線
  - 2001年10月4日
- Train Simulator Real THE 京浜急行
  - 2002年10月31日
- Train Simulator 御堂筋線
  - 2003年10月30日
    - 収録区間は北大阪急行電鉄南北線も含む。
- Train Simulator+電車でGO! 東京急行編
  - 2003年12月18日
- Train Simulator 九州新幹線
  - 2004年5月31日
    - 九州新幹線のほか、新幹線開業前の787系による在来線特急「つばめ」が運転可能。
- Train Simulator 京成・都営浅草・京急線
  - 2005年8月25日
    - シリーズ初の3社局直通運転。

### PlayStation Portable
- Mobile Train Simulator＋電車でGO! 東京急行編
  - 2005年2月17日[注釈 2]
- Mobile Train Simulator 京成・都営浅草・京急線
  - 2006年2月23日

### Steam
- JR東日本トレインシミュレータ
  - 2022年11月15日
    - 東日本旅客鉄道からの制作請負[4]

## Railfanシリーズ

### PlayStation 3
- Railfan（「中央線快速」三鷹 - 東京、「京阪本線鴨東線」出町柳 - 淀屋橋、「シカゴ・L」ブラウンライン フラートン - Loop - フラートン）[5]
- Railfan 台湾高鉄（台北 - 左營（高雄）） [6]